# Phil Kenyon
Phil Kenyon (* 7. Mai 1956 in Blackpool) ist ein ehemaliger englischer Squashspieler.

## Karriere
Phil Kenyon war zwischen 1976 und 1988 als Squashspieler aktiv und erreichte im Februar 1987 mit Rang vier seine höchste Platzierung in der Weltrangliste. Er gewann im Laufe seiner Karriere einen Titel auf der PSA Tour. 1985 besiegte er Steve Bowditch im Finale der Hong Kong Open.
Mit der britischen Nationalmannschaft wurde er 1979 erstmals Weltmeister. Mit der nunmehr englischen Nationalmannschaft nahm er anschließend noch 1981, 1983, 1985 und 1987 an der Weltmeisterschaft teil. 1983 erreichte die Mannschaft das Finale gegen Pakistan, Kenyon verlor jedoch wie seine Mitspieler seine Partie. Bei Europameisterschaften wurde er mit der Nationalmannschaft 1976, 1978, 1979 und 1982 Europameister.
Von 1980 bis 1990 stand Phil Kenyon elfmal im Hauptfeld der Einzelweltmeisterschaft. Sein bestes Abschneiden war dabei das Erreichen des Viertelfinals in den Jahren 1982 und 1983. Beide Male unterlag er Jahangir Khan. Insgesamt viermal gewann er die britische Meisterschaft. Zudem wurde er 1978 neuseeländischer Meister, da das Turnier auch für Spieler aus dem Ausland offen war.

## Erfolge
- Weltmeister mit der Mannschaft: 1979
- Europameister mit der Mannschaft: 4 Titel (1976, 1978, 1979, 1982)
- Gewonnene PSA-Titel: 1
- Britischer Meister: 4 Titel (1977, 1981, 1983, 1985)
- Neuseeländischer Meister: 1978